# Vanov
Vanov (en allemand : Groß Wanau) est une commune du district de Jihlava, dans la région de Vysočina, en République tchèque. Sa population s'élevait à 84 habitants en 2024.

## Géographie
Vanov se trouve à 5 km au nord-ouest de Telč, à 25 km au sud-ouest de Jihlava, à 87 km à l'ouest de Brno et à 120 km au sud-est de Prague.
La commune est limitée par Řásná et Vanůvek au nord, par Volevčice à l'est, par Telč au sud-est, par Hostětice au sud-ouest et par Lhotka à l'ouest.

## Histoire
La première mention écrite de la localité date de 1580.